# Schönburg (Saksonia-Anhalt)
Schönburg – gmina w Niemczech, w kraju związkowym Saksonia-Anhalt, w powiecie Burgenland, wchodzi w skład gminy związkowej Wethautal.